# Kazuya Myodo
Kazuya Myodo (født 4. april 1986) er en tidligere japansk fodboldspiller.
Han har spillet for flere forskellige klubber i sin karriere, herunder Albirex Niigata og Kataller Toyama.